# La tiotimolina fra le stelle
La tiotimolina fra le stelle (Thiotimoline to the Stars) è un racconto di fantascienza di Isaac Asimov pubblicato per la prima volta nel 1973 per l'antologia Astounding: The John W. Campbell Memorial Anthology curata da Harry Harrison.
Successivamente è stato incluso nell'antologia Testi e note (Buy Jupiter and Other Stories) del 1975.
È stato pubblicato varie volte in italiano a partire dal 1976.
Il racconto è l'ultimo della serie sulla tiotimolina di Asimov.

## Trama
L'Ammiraglio Vernon, Comandante dell'Accademia Astronautica, fa un discorso per il diploma della "Classe del '22". Nel suo discorso, Vernon racconta che la tiotimolina fu nominata per la prima volta nel 1948 da un semi-mitico scienziato di nome Azimuth o Asymptote, ma che uno studio serio del composto non cominciò fino al XXI secolo, quando lo scienziato Ammirata elaborò la teoria della corrente ipersterica. Più tardi, altri scienziati trovarono modi di creare polimeri con le molecole endocroniche, permettendo di costruire con materiali endocronici grosse strutture come le navi spaziali.
Il discorso di Vernon continua, finché egli rivela che l'auditorium in cui tutti si trovano è di fatto un'astronave endocronica che, durante il suo discorso, ha viaggiato fino ai confine del Sistema solare.  I diplomati non hanno avvertito accelerazione perché la cancellazione della dilatazione temporale ha cancellato anche l'inerzia. Alla conclusione del discorso, i diplomati staranno atterrando nel porto delle Nazioni Unite a Lincoln, Nebraska, per trascorrervi il fine settimana.
Dopo l'atterraggio, Vernon riceve uno shock tremendo e sviene all'annuncio del pilota che la nave è circondata da Indiani. In realtà la nave non ha viaggiato di qualche secolo nel passato, ma semplicemente è atterrata nei pressi di Calcutta, in India.